# 1915年8月10日の日食

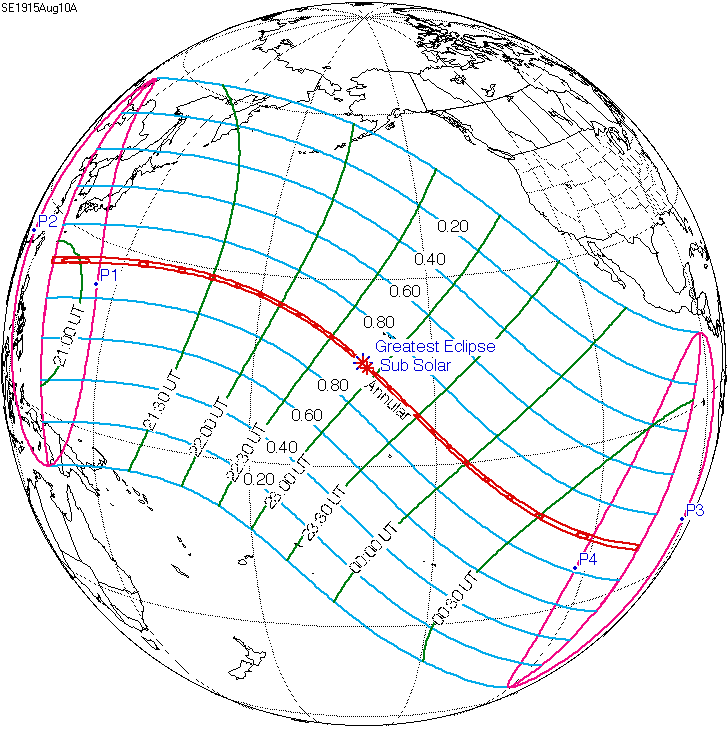

1915年8月10日の日食は、1915年8月10日に観測された日食である。母島列島で金環日食が観測され、アジア東部、太平洋の大部分及び周辺の一部で部分日食が観測された

## 通過した地域
金環帯が通過した、金環日食が見えた地域はほとんど太平洋上で、唯一の陸地は小笠原諸島の母島列島（現地時間8月11日）。
また、金環日食が見えなくても、部分日食が見えた地域は中国の東半分、朝鮮半島、日本全国、マレー諸島東部、ミクロネシア全部、メラネシア北部、ポリネシアのほとんど（ニュージーランドを除く）、ロシア南東部、アリューシャン列島だった。そのうち国際日付変更線の東にある部分では8月10日に日食が見え、西にある部分では8月11日に見えた。